# Durand de la Penne-klassen
Durand de la Penne-klassen består af to destroyere i Marina Militare, den italienske flåde. Designet er en opdateret version af destroyerne af Audace-klassen, men er større, udrustet med både gasturbiner og dieselmotorer samt moderne sensorer. Oprindeligt var klassen planlagt til at være fire skibe, men de sidste to skibe blev annulleret til fordel for Orrizonte-klassen.

## Rødder
Klassen er navngivet efter en berømt italiensk frømand, Luigi Durand de la Penne, der tjente i Regia Marina under 2. verdenskrig. Han, og andre medlemmer i Decima Flottiglia MAS, foretog et succesfuldt angreb med bemandede torpedoer på de britiske slagskibe HMS Queen Elizabeth og HMS Valiant i Alexandria i december 1941. Det andet skib i klassen blev navngivet efter den italienske officer Francesco Mimbelli, der også gjorde tjeneste under 2. verdenskrig. Han blev pensioneret i 1964 som viceadmiral.
Disse to nye skibe var moderne destroyere der var forbedret i alle aspekter i forhold til tidligere destroyere. Da italienske krigsskibe ofte bygger på et tidligere gennemprøvet skibsdesign (blandt andet på grund af økonomiske hensyn), kan man spore designet tilbage til de første italiensk producerede missildestroyere og frem til Durand de la Penne-klassen.
Det første trin på denne evolutionære trappe var Impavido-klassen som var de første missilbevæbnede destroyere i italiensk tjeneste. Denne klasse er bygget over Impetuoso-klassen fra starten af 1960'erne og mindede meget om den amerikanske Charles F. Adams-klasse. Begge skibe benyttede Tartar missilsystemet med en Mk. 13 missillauncher, omkring 40 missiler og to ildledelsesradarer placeret agten på skibet. Begge skibsklasser var også udstyret med to 127 millimeter kanoner, Impavido-klassen havde en foran og en agter, hvorimod de amerikanske skibe var udstyret med en enkelt dobbeltpjece foran.
En anden forskel var de sekundære våbensystemer. De var dog begge udrustet med letvægtstorpedosystemer. Derudover havde Adams-klassen en ASROC-launcher til antiubådskrigsførelse (ASW), disse systemer blev udviklet for at kunne holde trit med det stigende antal sovjetiske ubåde. Impavido-klassen havde ikke sådanne systemer men var i stedet udrustet med fire 76 millimeter kanoner. I Middelhavet anså de italienske skibsdesignere den primære trussel mod skibe som kommende fra luften, hvilket gjorde at italienske skibe ofte var udrustet med et tungere luftforsvar end ellers set. Denne trussel er ikke så relevant mod oceangående skibe, der i noget højere grad er truet af ubåde. 
Den tids italiensk producerede kanoner var ikke gode, til trods for at have flere fordele i forhold til de tidligere benyttede amerikanske 76 millimeter kanoner. Pålideligheden var heller ikke stor og kanonen manglede et automatisk affyringssystem. Det var derfor ikke uden grund at den første generation af italiensk byggede 76 mm kanoner ikke blev en eksportsucces.
I starten af 1970'erne indgik de to destroyere af Audace-klassen i Marina Militare. De var noget større end deres forgængere Impavido-klassen så de kunne kompensere for en af de største mangler ved denne klasse; Manglen på en hangar. Agusta havde konverteret Bell 212-helikopteren til en maritim version og der var plads til 2 af disse helikoptere i hangaren der også husede Tartar launcheren.
Kanonerne fastholdt deres placering på skibet, men var blevet erstattet af nyudviklede italienske kanoner, Otobreda 76 mm Compact og Otobreda 127 mm Compact. 127 mm kanonen var en meget meget formidabel kanon med en skudkadence på 40-45 skud i minuttet og var forudset til at spille en stor rolle som antiluftskyts. Kanonen havde en højere skudhøjde og en højere skudkadence end dens amerikanske konkurrent, United Defense Mark 45 letvægtskanonen, men den vejede og fyldte noget mere. Skibene var udrustet med to styk i forskibet i forskudt højde således at man kunne engagere det samme mål samtidig med begge kanoner. Kanonerne var styret af den nye sofistikerede RTN-10X ildledelsesradar der også blev brugt af Royal Navy.
Midtskibs var der placeret fire Otobreda 76 mm kanoner. De var (og er) pålidelige, hurtigskydende og lette våben der er i stand til at skyde på til 80 skud i minuttet. Otobreda 76 mm kanonen viste sig at blive den mest succesfulde kanon i dens kaliber (delvist fordi der stort set ikke blev bygget nogen konkurrerende modeller). Til støtte for disse fire kanoner var Audace-klassen udstyret med en ildledelsesradar på hver side af skibet. Agter var Tartar-missilsystemet til luftforsvar og to AB212 helikoptere til antiubådskrigsførelse (ASW). Til ASW var klassen desuden udstyret med både lette (to tredobbelte 32 mm) og tunge (to dobbelte 533 mm) affyringsapparater til Whitehead A.244 (lette) og A.192 (tunge) torpedoer, udrustningen var normalt var 12 torpedoer af hver type. Disse torpedoer var meget moderne og avancerede på deres tid og de tunge torpedoer var i stand til at ramme mål på 20 kilometers afstand. Audace-klassen var altså udstyret med to forskellige kanonsystemer og to forskellige torpedosystemer hvilket ikke findes i nogen anden flåde.
Klassen var dog ikke perfekt. Til trods for den tunge bevæbning med seks kanoner, var ingen af kanonerne i stand til at skyde direkte agterud. Det eneste forsvar bagud var altså Tartar missilsystemet som ikke var udviklet til at foretage nærluftforsvar (dette forhold blev rettet ved Durand de la Penne-klassen). Kanonsystemerne var også fortrinlige mod fly, men viste sig at være knap så effektive mod missiler. Derudover var klassen ikke udstyret med sømålsmissiler så man havde kun mulighed for at engagere sømål indenfor kanonernes rækkevidde på 20-25 kilometer eller ved hjælp af forældede AS-12 missiler fra skibets helikoptere.
Fremdrivningessystemet bestod af et dampturbinesystem, forældet og pladskrævende, der dog var i stand til at producere 73.000 Hk, hvilket var nok til at give skibet en topfart på 33 knob og en ganske hæderlig rækkevidde. Skibets dimensioner var små i forhold til antallet af besætningsmedlemmer (380) og alt de avancerede udstyr på det forholdsvis lille skib. Skibet var fyldt med sprængfarlig cocktail af ammunition og brændstof. Skibets overbygning var desuden bygget af aluminium som i tilfældet af en større brand ville blive voldsomt beskadiget.
I slutningen af 1980'erne, alt i mens Impavido-klassen blev udfaset, blev Audace-klassen moderniseret. Den anden 127 mm kanon (i B-positionen) blev erstattet af et Albatros (Aspide) system med 8 missiler. 8 langtrækkende Otomat sømålsmissiler blev placeret midtskibs mellem de fire 76 millimeter kanoner. Disse kanoner blev erstattet af den nyere Super Rapido variant med en skudkadence på op til 120 skud i minuttet og havde en bedre evne til at engagere missiler. De tunge 553 millimeter torpedoer blev fjernet.
Med denne opgradering var Audace-klassen en af de mest kapable destroyere på dette tidspunkt. Da Impavido-klassen efterhånden var blevet for gammel og ikke fundet egnet til opgradering besluttede man at at begynde udviklingen af en ny destroyerklasse. I begyndelsen var denne nye klasse benævnt Audace-migliorata-klassen, senere Animoso-klassen og til sidst fik de navnet Durand de la Penne-klassen.
Oprindeligt skulle skibene være udrustet med 3 styk 40 mm DARDO CIWS, men disse blev udskiftet med Otobreda Super Rapido 76 mm kanoner da disse blev fundet bedre egnet. Disse ændringer samt enkelte kosmetiske ændringer til at reducere radarsignaturen var de største ændringer til det evolutionære design der har præget de italienske destroyere i flere årtier.
De la Penne-klassen blev udstyret med en ny form for fremdrivning i den italienske flåde; en kombination af dieselmotorer til forlægningssejlads og gasturbiner når høj fart var nødvendigt. De danske fregatter af Peder Skram-klassen var i øvrigt de første større krigsskibe i verden der blev udrustet med denne dieselmotor/gasturbine kombination. Kombinationen bliver kaldt CODAG (COmbined Diesel And Gas). Fremdrivningssystemet betød at man kunne reducere pladsforbruget, vægten og faren (dampkedler). Desuden ville det betyde forbedret rækkevidde og bedre manøvredygtighed. Overbygningen var hovedsageligt bygget af stål og ikke af brandfarligt aluminium. Desuden blev der installeret pansring i vitale områder af skibene. Alt dette betød at skibets vægt blev forøget fra Audace-klassens 4.500 tons fuldt lastet til 5.400 tons fuldt lastet, desuden blev skibenes længde og bredde også forøget.

## Projektet
Durand de Le Penne-klassen er designet til at fungere både som et eskorteskib og som en kampenhed der kan klare sig i enhver kampsituation med især missil- og luftangreb i tankerne. Skibet er konstrueret næsten udelukkende af stål med et gennemgående dæk med et stor landingsdæk agter og et svagt skrånende dæk fremad. Overbygningen af bygget i to relativt brede og lave klodser, begge to udstyret med en mast til elektronisk udstyr og skorstene. Agten for overbygningen kommer hangaren der er udstyret med Mk. 13 missillauncheren og en Otobreda 76 mm kanon.
Skibene er bygget med en forøget overlevelsesevne i forhold til sine forgængere med mange vandtætte zoner og brandbekæmpelsesystemer. Mange af de elektroniske systemer er redundante og der er et NBC-beskyttelsessystem. Der er også til dels tænkt på stealth-teknologi med henblik på at begrænse skibenes radar-, termiske- og magnetiske signaturer.
Skibenes fart på omkring 31 knob, hvilket ikke er lige så høj som forgængeren Audace-klassen, da farten ikke længere er så vigtig så længe skibene går over 25 knob. Skibes udholdenhed og automatisering er vigtige forhold såvel som det fremdrivningssystemet kompakte design. Fremdrivningssystemet er baseret på to General Electric LM-2500 gasturbiner, en af de mest solgte gasturbiner til skibe, og to dieselmotorer. Skibet er udstyret med 2 aksler med 5-bladede skruer som er tilkoblet en gasturbine og dieselmotor hver. Fremdrivningssystemet er fjernstyret, hvilket betyder at der normalt ikke er behov for besætningsmedlemmer i maskinsektionen.
Klassen er også sårbar, til trods for at skibene er relativt store er de faktisk lidt mindre end det faktisk var nødvendigt. I forskibet er der på mindre end 20 meter af skibets længde tre kanoner med over 200 granater i forhåndsammunitionsskabene. Midt i mellem disse tre kanoner findes Aspide-missilsystemet der har 16-24 missiler liggende i et magasin lige under dækket. Den agterste overbygning er også fyldt med ammunition; en kanon, 2 helikoptere, 40 SM-1 missiler og torpedolageret er alt sammen placeret indenfor 25 meter. Derfor er besætningen på 380 mands større end besætningen på tilsvarende enheder, da man skal bruge et stort antal besætningsmedlemmer til havaripatruljer.
Selvom klassen er blevet kritiseret for det lave deplacement i forhold til deres bevæbning var dette problem endnu mere udtalt på Audace-klassen. Til trods for at de var cirka 900 tons lettere, var de udstyret med et noget større dampfremdrivningsmaskineri og efter deres sidste opgradering var bevæbningen den samme foruden en ekstra 76 millimeter kanon.
En anden kritik går på de manglende VLS-system, systemet blev fravalgt på grund af manglende økonomi, og man valgte derfor at modernisere Impavido-klassens Mk. 13 launcher og installere dem på De la Penne-klassen. 
Prisen for begge skibe endte på 1.500 milliarder Lira, en af grundene til at klassen at man valgte at stoppe produktionen efter kun to skibe.

## Våbensystemer
Våbensystemerne om bord inkluderer kanoner placeret flere steder på skibene, hvilket gør dem ganske genkendelige. Til luftforsvar er skibene udrustet med fire våbensystemer fordelt på seks våben: Standard Missile 1, Albatross-Aspide, 1 Otobreda 127 mm kanon og 3 styks 76 mm Otobreda Super Rapido. Disse våben dækker hele horisonten rundt, men er dog fokuseret fremad.
Standard missilerne og deres to SPG51D ildledelsesradarer er dedikeret til længererækkende luftforsvar, mens Aspide (der er næsten identisk med Sea Sparrow-systemet) tager sig af nærforsvaret sammen med kanonerne. Aspide systemet har 8 missiler i launcheren og yderligere 16 missiler klar til automatisk genladning fra magasinet.
Otobreda 127 mm kanonen er arvet fra forgængeren Audace-klassen. Kanonsystemet blev moderniseret før det blev installeret i de la Penne-klassen.
Otobreda Super Rapido kanonerne er kraftfulde kanoner taget deres kaliber i betragtning og bliver primært benyttet som CIWS-system. Skudkadencen er op til 120 skud i minuttet med granater der vejer op til 6,3 kilogram og med sofistikerede tændsatser. Det hævdes at man kan engagere og nedkæmpe missiler på seks kilometers afstand og at man kan nå at engagere op til 4 missiler før de når frem til skibet. Man har fra italienske side valgt at koncentrere sig om dette våbensystem frem for andre dedikerede CIWS systemer såsom DARDO 40 mm eller den nye Myriad 25 mm gatling CIWS. Fire RTN-30 radar og optiske ildledelsessystemer styrer kanonerne, 2 foran og to agter således at alle våbenene kan affyres samtidig mod forskellige mål.
Som sømålsmissilsystem benytter man Otomatmissilet med en rækkevidde på 180 kilometer, der kan modtage målopdateringer fra skibets helikoptere og et sprænghoved på 210 kilo sprængstof. Systemet opstod som et fælles fransk/italiensk program, men Marine Nationale besluttede ikke at investere i systemet, hvilket italienerne gjorde sammen med et par andre flåder. Franskmændene investerede derimod i deres eget Exocetmissil til trods for den noget kortere rækkevidde (70 kilometer). Otomats lange rækkevidde er opnået ved af Mikroturbomotoren, hvilket sjovt nok var det franske primære bidrag til systemet. MILAS-versionen er et ASW-missil med en torpedo der var udviklet for afstande ud til 40 kilometer. Dette system blev heller ikke anskaffet af Frankrig til trods for man længe havde ønsket at udskifte det aldrende MALAFON ASW-missil. Der er placeret 8 missiler midtskibs mellem de to overbygninger.
Den agterste overbygning er også våbenbesat, I hangaren er der plads til 2 AB-212ASW, 1 Otobreda 76 mm Super Rapido kanon samt 40 styk Standard missile 1 og en tilhørende Mk. 13 launcher.

## Skibe i klassen
| Pennant | Navn                     | Kølen lagt | Søsat            | Indgået          | Skæbne | Kaldesignal |
| ------- | ------------------------ | ---------- | ---------------- | ---------------- | ------ | ----------- |
| D560    | Luigi Durand de la Penne | 1988       | 20. oktober 1989 | 18. marts 1993   | -      | IAFM        |
| D561    | Francesco Mimbelli       | 1989       | 13. april 1991   | 18. oktober 1993 | -      | IADP        |

## I tjeneste
Luigi Durand de la Penne  indgik i tjenesten i 1993, efterfulgt af søsterskibet Francesco Mimbelli samme år. Disse to skibe, sammen med de to ældre skibe af Audace-klassen, var hjørnestenen for Marina Militares luftforsvar, især i perioden frem til tilgangen af AV-8 Harrieren. Men Harrier-flyet er kun en mulighed når hangarskibet Giuseppe Garibaldi (551) sejler med. Klassen har desuden flere gange haft rollen som kommandoskib.
Ved deres tilgang til flåden var klassen nogle af de bedste ikke-AEGIS baserede luftforsvarsskibe. Nu da Audace-klassen er udfaset er Durand de la Penne-klassen og destroyerene af Orrizonte-klassen flådens primære luftforsvarsskibe. I perioden 2006 og frem til 2008 fik klassen en midtlivsopdatering hvor blandt andet Otomat-missilsystemet blev opgraderet til Mk. II, desuden blev flere af de elektroniske komponenter opgraderet eller udskiftet. Desuden er skibenes hangarer blevet udvidet således at der er plads til en AgustaWestland AW101 eller to NHI NH90, som erstatning for de nuværende AB-212.
En anden fremtidig forbedring er udviklingen af raketammunition til 127 mm kanonen: Vulcano-ammunitionen med en rækkevidde på 70-100 kilometer vil gøre skibene i stand til at foretage bombardementer langt inde i land.